# 새박
새박은 박과에 딸린 한해살이풀이다. 새알같이 생긴 박이라고 붙여진 이름이다.

## 생태
한국에서는 제주도의 물가나 남부지방에 분포한다. 줄기는 가늘며 덩굴손으로 물체를 감고 오른다. 덩굴손이 잎과 마주난다. 잎은 어긋나며 세모진 달걀형으로 밑부분은 심장 모양이고 가장자리에 톱니가 있다. 길이 3~6센티미터, 너비 4~8센티미터쯤 되며 3개로 갈라진 듯한 것도 있다. 꽃은 7~8월에 피고 암수 꽃 모두 잎겨드랑이에 한 개씩 달리지만 수꽃이 가지 끝 총상꽃차례에 달리는 것도 있다. 꽃부리는 흰색이고 5개로 갈라지며 꽃받침도 끝이 5개로 갈라지고 열편은 선형으로 짧다. 수꽃은 3개의 수술이 있고 암꽃은 1개의 짧은 암술이 있으며 암술머리는 2갈래이다. 암꽃 밑부분에는 둥근 녹색 씨방이 있어 수꽃과 쉽게 구분할 수 있다. 열매는 지름 1~2센티미터쯤 되는데 동그랗고 길이 2~5센티미터쯤 되는 자루에 달려 아래로 늘어진다. 처음엔 녹색이지만 익으면 회백색으로 되며 씨앗은 편평하고 회백색이며 많이 들어 있다.

## 사진

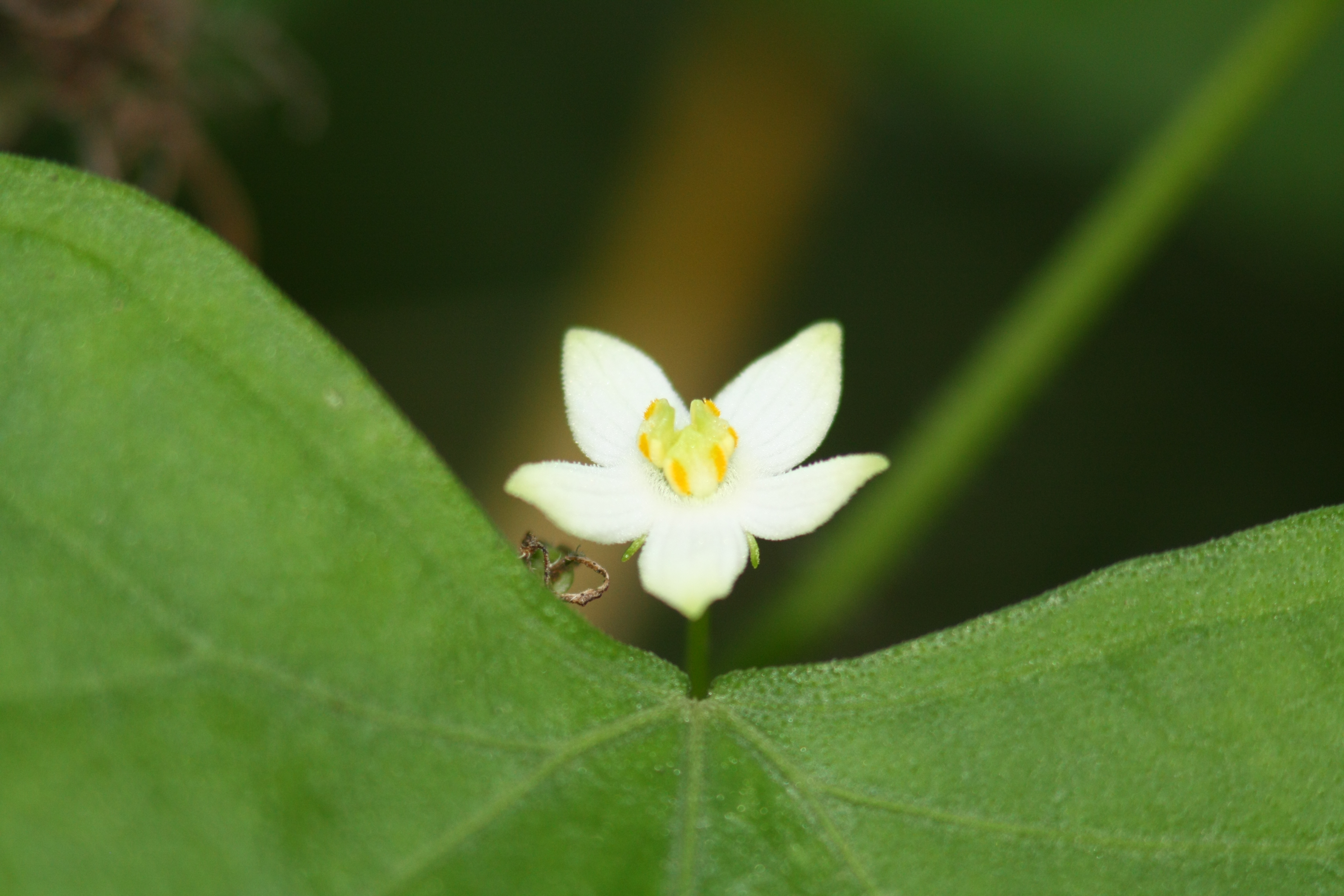
꽃
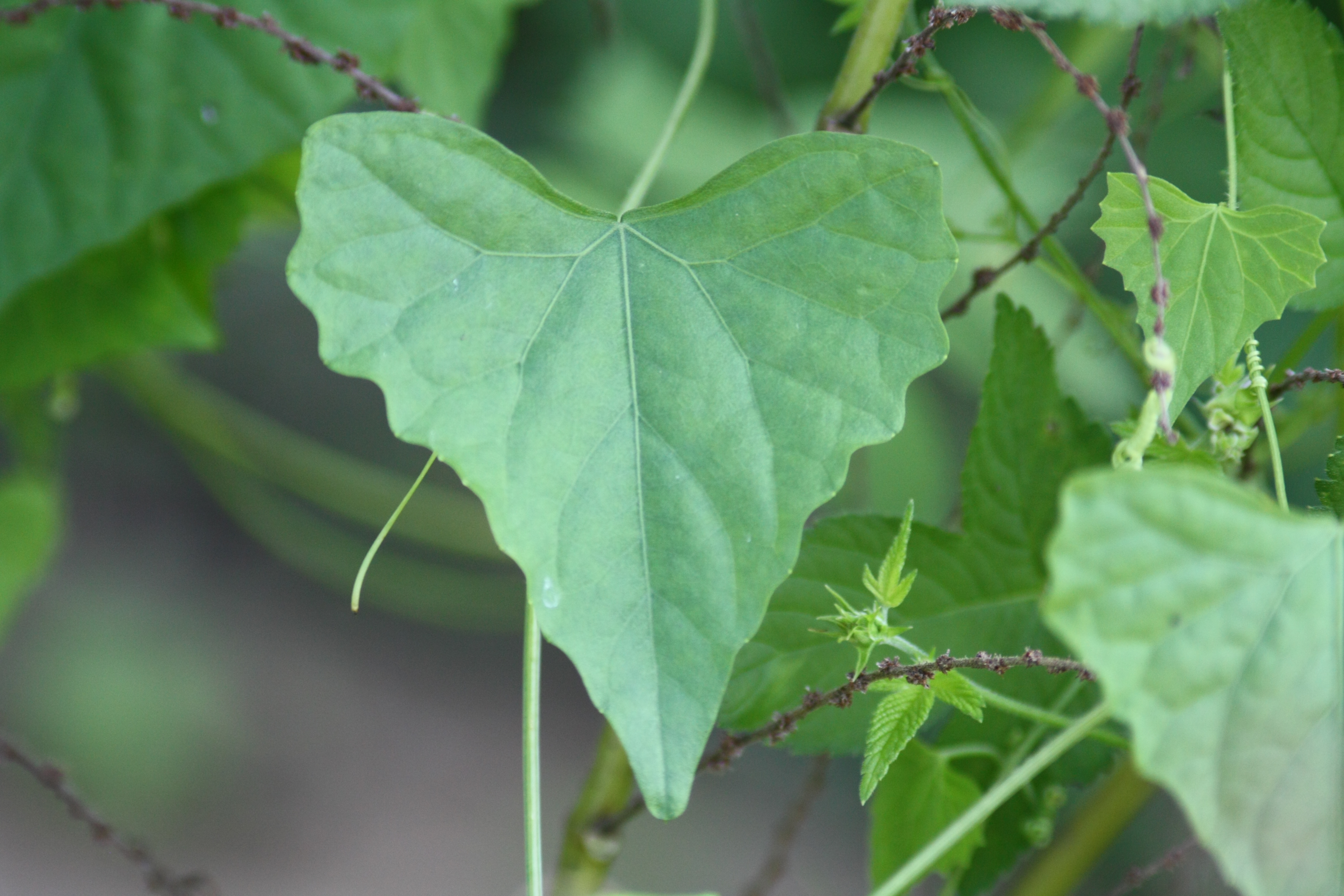
잎
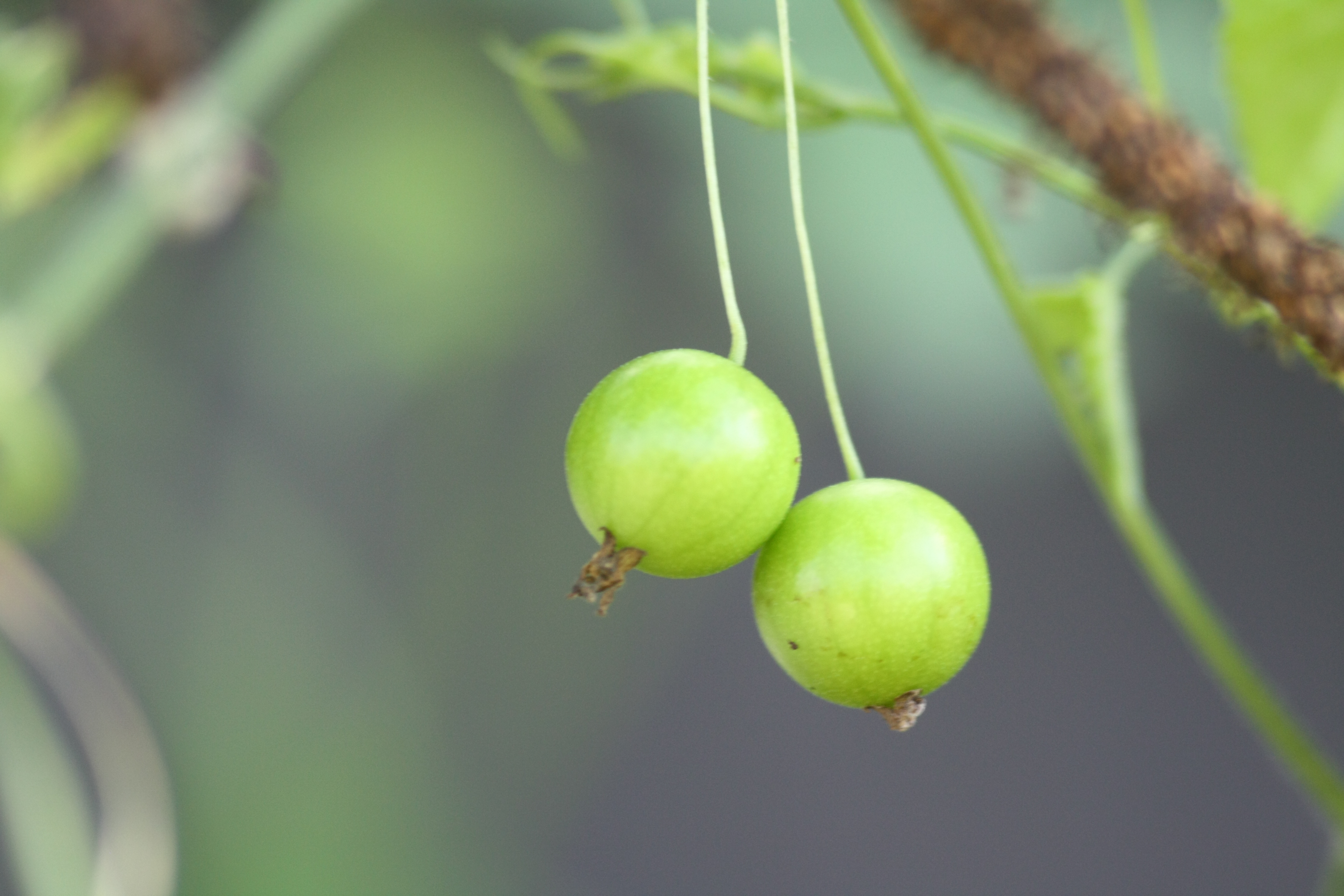
열매
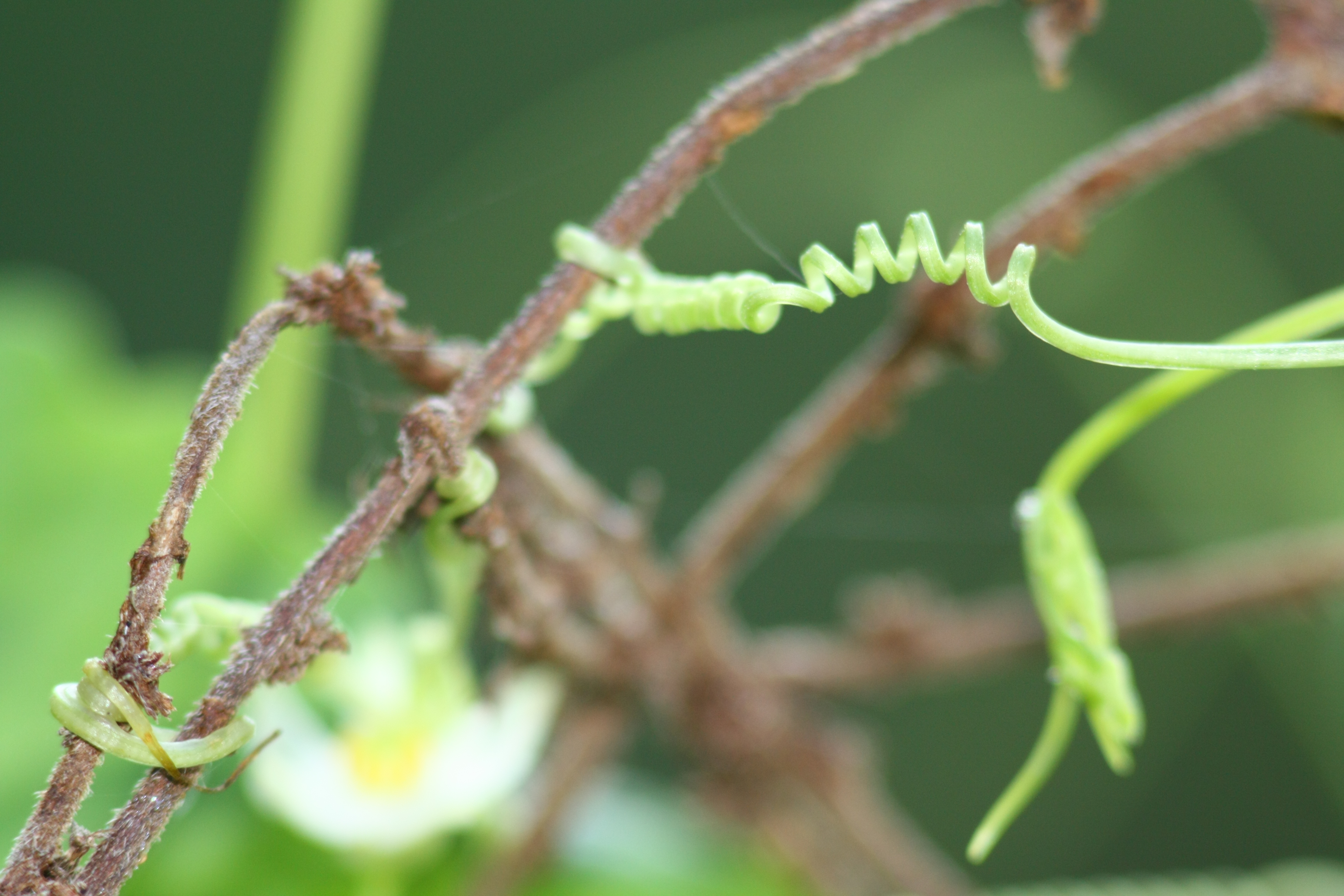
덩굴손